# Lateiner (Mittelalter)
Lateiner war insbesondere im Mittelalter ein verbreitetes Demonym für Anhänger der Lateinischen Kirche oder des Westlichen Christentums. Der Begriff wurde unabhängig von der Ethnie für germanische, italische und slavische Volksgruppen verwendet. Der Begriff ist in Abgrenzung zu Anhängern orthodoxer Kirchen zu verstehen und wurde im Byzantinischen Reich und dem weiteren östlichen Christentum für alle Völker verwendet, die der Römisch-katholischen Kirche anhingen. Insbesondere seit dem Morgenländischen Schisma 1054 hatte der Begriff dort eine negative Konnotation.
Der Begriff wurde insbesondere verwendet für:
- Die Händler aus Venedig, Genua und anderen italienischen Seehandelsstädten, die zum Beispiel in Konstantinopel Niederlassungen gegründet hatten, und dort aufgrund ihrer wirtschaftlichen Stärke einen erheblichen Machtfaktor darstellten – und dadurch ständiges Ziel von Pogromen der einheimischen Bevölkerung wurden.
- Die Kreuzritter und ihre im östlichen Mittelmeer errichteten Fürstentümer wie das Lateinische Kaiserreich in Konstantinopel und die Kreuzfahrerstaaten in der Levante.

Die Lateiner wurden, insbesondere im Nahen Osten, alternativ und synonym auch Franken genannt.